# Records de Belgique d'athlétisme

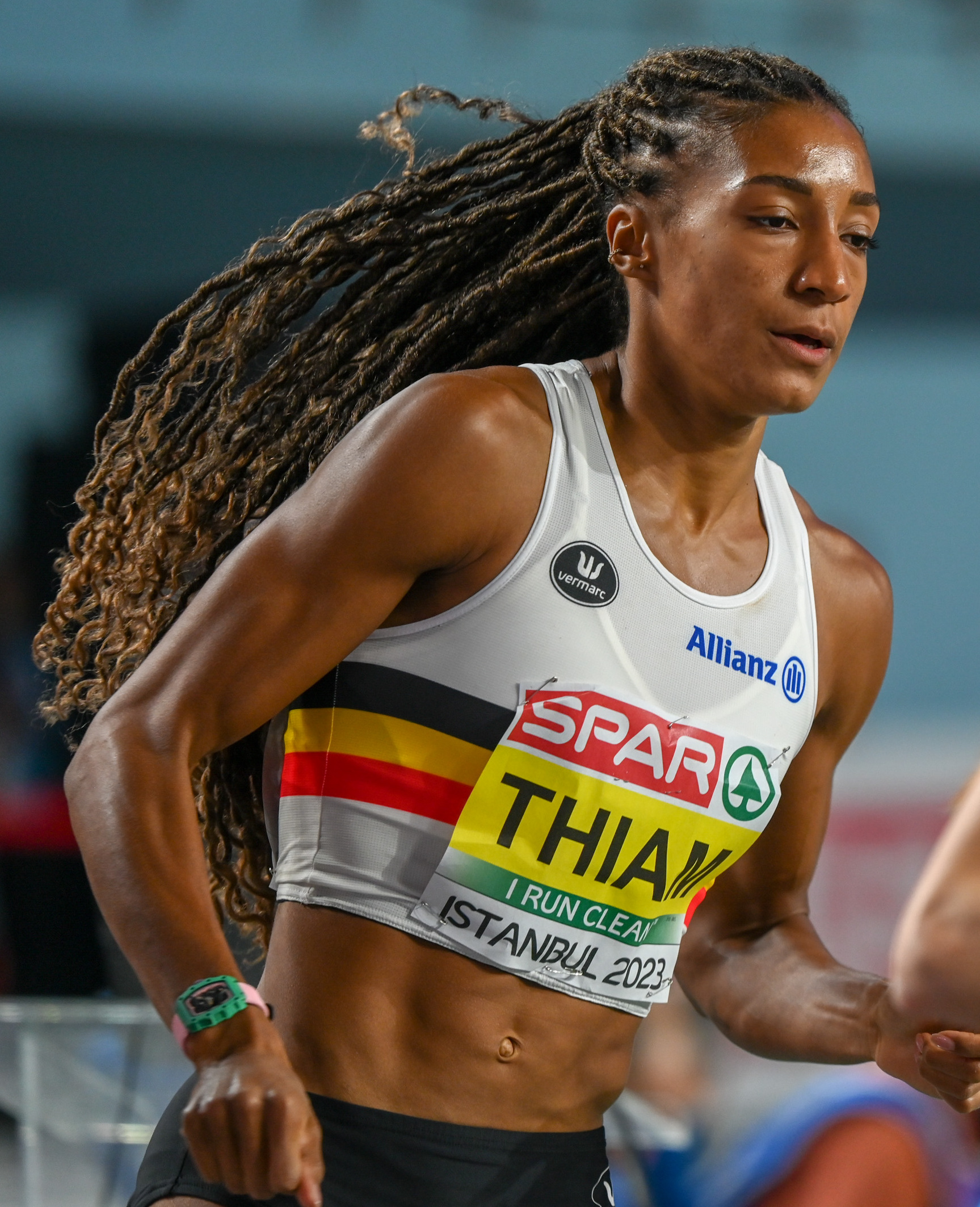
Nafissatou Thiam, détentrice des records de Belgique de l'heptathlon, du pentathlon, du saut en longueur et du lancer du javelot.

Les records de Belgique d'athlétisme sont les meilleures performances réalisées par un ou une athlète Belge et homologuées par la Ligue belge francophone d'athlétisme ou la Vlaamse Atletiekliga.

## En extérieur

### Hommes
| Discipline        | Performance                | Athlète                                                                | Compétition                      | Lieu              | Date                     |       |
| ----------------- | -------------------------- | ---------------------------------------------------------------------- | -------------------------------- | ----------------- | ------------------------ | ----- |
| 100 m             | 10 s 02 10 s 14 (+1,0 m/s) | Ronald Desruelles Patrick Stevens                                      |                                  | Naimette Oordegem | 11 mai 1985 28 juin 1997 |       |
| 200 m             | 20 s 13 (+0,4 m/s)         | Simon Verherstraeten                                                   | Résisprint International         | La Chaux-de-Fonds | 14 juillet 2024          |       |
| 300 m             | 31 s 87                    | Jonathan Borlée                                                        | Meeting de Liège                 | Liège             | 5 juillet 2012           |       |
| 400 m             | 44 s 15                    | Alexander Doom                                                         | Championnats d'Europe            | Rome              | 10 juin 2024             |       |
| 800 m             | 1 min 42 s 43              | Eliott Crestan                                                         | Meeting de Paris                 | Paris             | 7 juillet 2024           |       |
| 1 000 m           | 2 min 15 s 29              | Pieter Sisk                                                            | World Athletics Continental Tour | Oordegem          | 10 août 2025             | [ 2 ] |
| 1 500 m           | 3 min 30 s 99              | Ruben Verheyden                                                        | Meeting de Paris                 | Paris             | 20 juin 2025             |       |
| Mile              | 3 min 51 s 00              | Jochem Vermeulen                                                       | London Grand Prix                | Londres           | 20 juillet 2024          |       |
| 2 000 m           | 4 min 52 s 37              | Ruben Verheyden                                                        | Mémorial Van Damme               | Bruxelles         | 8 septembre 2023         |       |
| 3 000 m           | 7 min 26 s 62              | Mohammed Mourhit                                                       | Meeting Herculis                 | Monaco            | 18 août 2000             |       |
| 5 000 m           | 12 min 49 s 71             | Mohammed Mourhit                                                       | Mémorial Van Damme               | Bruxelles         | 25 août 2000             |       |
| 10 000 m          | 26 min 52 s 30             | Mohammed Mourhit                                                       | Mémorial Van Damme               | Bruxelles         | 3 septembre 1999         |       |
| Semi-marathon     | 59 min 51 s                | Bashir Abdi                                                            | Halve Marathon Gent              | Gand              | 12 mars 2023             | [ 3 ] |
| Marathon          | 2 h 3 min 36 s (AR)        | Bashir Abdi                                                            | Marathon de Rotterdam            | Rotterdam         | 24 octobre 2021          | [ 4 ] |
| 110 m haies       | 13 s 19 (-0,8 m/s)         | Michael Obasuyi                                                        | World Athletics Continental Tour | Oordegem          | 10 août 2025             | [ 5 ] |
| 400 m haies       | 48 s 66                    | Julien Watrin                                                          | Mémorial Van Damme               | Bruxelles         | 2 septembre 2022         |       |
| 3 000 m steeple   | 8 min 10 s 01              | William Van Dijck                                                      | Mémorial Van Damme               | Bruxelles         | 5 septembre 1986         |       |
| Saut en hauteur   | 2,36 m                     | Eddy Annys                                                             |                                  | Gand              | 26 mai 1985              |       |
| Saut à la perche  | 5,85 m                     | Ben Broeders                                                           | Meeting de Merzig                | Merzig            | 11 juin 2022             | [ 6 ] |
| Saut en longueur  | 8,25 m (+0,2 m/s)          | Erik Nys                                                               | KBC Night of Athletics           | Hechtel           | 6 juillet 1996           |       |
| Triple saut       | 17,00 m (-0,8 m/s)         | Michael Velter                                                         |                                  | Vilvorde          | 14 mai 2006              |       |
| Lancer du poids   | 19,34 m                    | Georges Schroeder                                                      |                                  | Bruxelles         | 30 mai 1976              |       |
| Lancer du disque  | 67,26 m                    | Philip Milanov                                                         | Doha Diamond League              | Doha              | 6 mai 2016               |       |
| Lancer du marteau | 71,76 m                    | Marnix Verhegghe (nl)                                                  |                                  | Obourg            | 24 septembre 1989        |       |
| Lancer du javelot | 87,35 m                    | Timothy Herman                                                         | Kip Keino Classic                | Nairobi           | 13 mai 2023              | [ 7 ] |
| Décathlon         | 8 519 points               | Hans Van Alphen                                                        | Hypo-Meeting                     | Götzis            | 26+27 mai 2012           |       |
| 20 km marche      | 1 h 23 min 13 s            | Jos Martens                                                            |                                  | Goirle            | 10 avril 1988            |       |
| 50 km marche      | 3 h 47 min 34 s            | Godfried Dejonckheere                                                  |                                  | Arras             | 10 septembre 1989        |       |
| 4 × 100 m         | 38 s 49                    | Robin Vanderbemden Antoine Snyders Kobe Vleminckx Simon Verherstraeten | Relais mondiaux 2025             | Guangzhou         | 11 mai 2025              |       |
| 4 × 200 m         | 1 min 24 s 15              | Moral Miguel Arnaud Ghislain Antoine Gillet Damien Broothaerts         | Grand Prix Mingels               | Bruxelles         | 8 mai 2011               |       |
| 4 × 400 m         | 2 min 57 s 75              | Jonathan Sacoor Dylan Borlée Kévin Borlée Florent Mabille              | Jeux olympiques                  | Paris             | 10 août 2024             | [ 8 ] |

### Femmes
| Discipline        | Performance        | Athlète                                                 | Compétition                      | Lieu              | Date              |        |
| ----------------- | ------------------ | ------------------------------------------------------- | -------------------------------- | ----------------- | ----------------- | ------ |
| 100 m             | 11 s 04 (+2,0 m/s) | Kim Gevaert                                             | Championnats de Belgique         | Bruxelles         | 9 juillet 2006    |        |
| 200 m             | 22 s 20 (+2,0 m/s) | Kim Gevaert                                             | Championnats de Belgique         | Bruxelles         | 9 juillet 2006    |        |
| 400 m             | 49 s 96            | Cynthia Bolingo                                         | Championnats du monde            | Budapest          | 21 août 2023      |        |
| 800 m             | 1 min 58 s 31      | Sandra Stals                                            | KBC Night of Athletics           | Hechtel           | 1er août 1998     |        |
| 1 000 m           | 2 min 35 s 98      | Élise Vanderelst                                        | KBC Night of Athletics           | Heusden-Zolder    | 3 juillet 2021    |        |
| 1 500 m           | 4 min 1 s 26       | Élise Vanderelst                                        | Mémorial Van Damme               | Bruxelles         | 14 septembre 2024 |        |
| Mile              | 4 min 26 s 09      | Élise Vanderelst                                        | Mémorial Hanžeković              | Zagreb            | 11 septembre 2022 |        |
| 2 000 m           | 5 min 42 s 15      | Veerle Dejaeghere                                       | KBC Night of Athletics           | Heusden-Zolder    | 14 juillet 2001   |        |
| 3 000 m           | 8 min 49 s 31      | Veerle Dejaeghere                                       |                                  | Helsinki          | 15 juin 2000      |        |
| 5 000 m           | 14 min 42 s 93     | Jana Van Lent                                           | London Athletics Meet            | Londres           | 19 juillet 2025   |        |
| 10 000 m          | 31 min 3 s 60      | Marleen Renders                                         | KBC Night of Athletics           | Heusden-Zolder    | 5 août 2000       |        |
| Marathon          | 2 h 23 min 5 s     | Marleen Renders                                         | Marathon de Paris                | Paris             | 7 avril 2002      |        |
| 100 m haies       | 12 s 71 (+1,4 m/s) | Anne Zagré                                              | KBC Night of Athletics           | Heusden-Zolder    | 18 juillet 2015   |        |
| 400 m haies       | 54 s 33            | Hanne Claes                                             | Meeting de Resisprint            | Chaux-de-Fonds    | 2 juillet 2023    |        |
| 3 000 m steeple   | 9 min 25 s 80      | Eline Dalemans                                          | FBK Games                        | Hengelo           | 9 juin 2025       |        |
| Saut en hauteur   | 2,05 m             | Tia Hellebaut                                           | Jeux olympiques                  | Pékin             | 23 août 2008      |        |
| Saut à la perche  | 4,73 m             | Elien Vekemans                                          | Jockgrimer Stabhochsprungmeeting | Jockgrim          | 13 août 2025      | [ 9 ]  |
| Saut en longueur  | 6,86 m (+0,9 m/s)  | Nafissatou Thiam                                        | Grand Prix de Birmingham         | Birmingham        | 18 août 2019      | [ 10 ] |
| Triple saut       | 14,55 m (+2,0 m/s) | Svetlana Bolshakova                                     | Championnats d'Europe            | Barcelone         | 31 juillet 2010   |        |
| Lancer du poids   | 17,09 m            | Jolien Boumkwo                                          | Brussels Grand Prix              | Bruxelles         | 19 juin 2016      |        |
| Lancer du disque  | 61,40 m            | Marie-Paule Geldhof                                     |                                  | Eeklo             | 30 avril 1994     |        |
| Lancer du marteau | 69,91 m            | Vanessa Sterckendries                                   |                                  | Leverkusen        | 23 août 2020      |        |
| Lancer du javelot | 59,32 m            | Nafissatou Thiam                                        | Hypo-Meeting                     | Götzis            | 28 mai 2017       |        |
| Heptathlon        | 7 013 points       | Nafissatou Thiam                                        | Hypo-Meeting                     | Götzis            | 27-28 mai 2017    |        |
| 5 km marche       | 23 min 18 s 02     | Sabine Desmet                                           |                                  | Villeneuve-d'Ascq | 28 mai 1987       |        |
| 10 km marche      | 49 min 55          | Sabine Desmet                                           |                                  | New York          | 2 mai 1987        |        |
| 4 × 100 m         | 42 s 54            | Olivia Borlée Hanna Mariën Élodie Ouédraogo Kim Gevaert | Jeux olympiques                  | Pékin             | 22 août 2008      |        |
| 4 × 400 m         | 3 min 22 s 12      | Cynthia Bolingo Hanne Claes Helena Ponette Camille Laus | Championnats d'Europe            | Munich            | 20 août 2022      |        |

### Mixte
| Discipline | Performance  | Athlète                                                            | Compétition     | Lieu  | Date        |  |
| ---------- | ------------ | ------------------------------------------------------------------ | --------------- | ----- | ----------- |  |
| 4 × 400 m  | 3 min 9 s 36 | Jonathan Sacoor Naomi Van den Broeck Alexander Doom Helena Ponette | Jeux olympiques | Paris | 3 août 2024 |  |

## En salle

### Hommes
| Discipline       | Performance   | Athlète                                                      | Compétition                                                                  | Lieu             | Date                                            |        |
| ---------------- | ------------- | ------------------------------------------------------------ | ---------------------------------------------------------------------------- | ---------------- | ----------------------------------------------- | ------ |
| 60 m             | 6 s 56        | Ronald Desruelles                                            |                                                                              | Maastricht       | 10 février 1985                                 |        |
| 200 m            | 20 s 66       | Patrick Stevens Erik Wymeersch Patrick Stevens               | Meeting du Pas-de-Calais Gent Flanders Indoor Championnats d'Europe en salle | Liévin Gand      | 19 février 1995 12 février 1997 25 février 2000 |        |
| 300 m            | 32 s 72       | Kévin Borlée                                                 | Flanders Indoor                                                              | Gand             | 10 février 2013                                 |        |
| 400 m            | 45 s 25       | Alexander Doom                                               | Championnats du monde                                                        | Glasgow          | 2 mars 2024                                     | [ 11 ] |
| 800 m            | 1 min 44 s 69 | Eliott Crestan                                               | Czech Indoor Gala                                                            | Ostrava          | 4 février 2025                                  |        |
| 1 000 m          | 2 min 17 s 17 | Pieter Sisk                                                  | IFAM Gent Indoor                                                             | Gand             | 3 février 2024                                  |        |
| 1 500 m          | 3 min 34 s 49 | Ruben Verheyden                                              |                                                                              | Metz             | 8 février 2025                                  |        |
| Mile             | 3 min 54 s 13 | Christophe Impens                                            | Flanders Indoor                                                              | Gand             | 12 février 1997                                 |        |
| 3 000 m          | 7 min 38 s 94 | Mohammed Mourhit                                             | Championnats du monde                                                        | Lisbonne         | 11 mars 2001                                    |        |
| 5 000 m          | 13 min 3 s 46 | John Heymans                                                 |                                                                              | Boston           | 26 janvier 2024                                 | [ 12 ] |
| 60 m haies       | 7 s 51        | Elie Bacari                                                  | CMCM Indoor Meeting                                                          | Luxembourg       | 19 janvier 2025                                 |        |
| 110 m haies      | 13 s 79       | Jonathan N'Senga                                             | Tampere International                                                        | Tampere          | 12 février 1996                                 |        |
| Saut en hauteur  | 2,31 m        | Eddy Annys                                                   |                                                                              | Simmerath        | 19 janvier 1986                                 |        |
| Saut en longueur | 8,08 m        | Erik Nys                                                     |                                                                              | Gand             | 12 février 1995                                 |        |
| Triple saut      | 16,90 m       | Michael Velter                                               | Gent LBFA Ind. Ch                                                            | Gand             | 29 janvier 2005                                 |        |
| Saut à la perche | 5,82 m        | Ben Broeders                                                 | Copernicus Cup                                                               | Toruń            | 8 février 2023                                  | [ 13 ] |
| Lancer du poids  | 18,92 m       | Matthias Quintelier                                          | Championnats de Belgique                                                     | Louvain-la-Neuve | 26 février 2022                                 |        |
| Heptathlon       | 6 259 points  | Thomas Van Der Plaetsen Jente Hauttekeete                    | Championnats du monde Championnats d'Europe                                  | Sopot Apeldoorn  | 7-8 mars 2014 7-8 mars 2025                     |        |
| 4 × 200 m        | 1 min 26 s 69 | Dylan Borlée Arnaud Destatte Chamberry Muaka Jonathan Borlée | Flanders Indoor                                                              | Gand             | 9 février 2014                                  |        |
| 4 × 400 m        | 3 min 2 s 51  | Dylan Borlée Jonathan Borlée Jonathan Sacoor Kévin Borlée    | Championnats du monde                                                        | Birmingham       | 4 mars 2018                                     |        |

### Femmes
| Discipline       | Performance   | Athlète                                                          | Compétition                           | Lieu             | Date            |        |
| ---------------- | ------------- | ---------------------------------------------------------------- | ------------------------------------- | ---------------- | --------------- | ------ |
| 60 m             | 7 s 08        | Rani Rosius                                                      | Championnats d'Europe                 | Apeldoorn        | 9 mars 2025     |        |
| 200 m            | 23 s 01       | Imke Vervaet                                                     | Championnats de Belgique              | Gand             | 23 février 2025 |        |
| 300 m            | 36 s 69       | Cynthia Bolingo                                                  | Aalsterse indoormeeting               | Gand             | 23 février 2019 |        |
| 400 m            | 51 s 62       | Cynthia Bolingo                                                  | Championnats d'Europe                 | Glasgow          | 2 mars 2019     | [ 14 ] |
| 800 m            | 2 min 0 s 46  | Sandra Stals                                                     | Birmingham Indoor Grand Prix          | Birmingham       | 20 février 2000 |        |
| 1 000 m          | 2 min 39 s 68 | Sandra Stals                                                     | Meeting du Pas-de-Calais              | Liévin           | 26 février 2005 |        |
| 1 500 m          | 4 min 5 s 71  | Élise Vanderelst                                                 | Meeting Hauts-de-France Pas-de-Calais | Liévin           | 9 février 2021  |        |
| Mile             | 4 min 29 s 31 | Élise Vanderelst                                                 | Czech Indoor Meeting                  | Ostrava          | 30 janvier 2024 | [ 15 ] |
| 3 000 m          | 8 min 47 s 74 | Lisa Rooms                                                       | Meeting de Metz                       | Metz             | 8 février 2025  |        |
| 60 m haies       | 7 s 92        | Eline Berings                                                    | Championnats d'Europe                 | Turin            | 6 mars 2009     |        |
| Saut en hauteur  | 2,05 m        | Tia Hellebaut                                                    | Championnats d'Europe                 | Birmingham       | 3 mars 2007     |        |
| Saut à la perche | 4,56 m        | Elien Vekemans                                                   | Perche Elite Tour                     | Rouen            | 24 janvier 2025 | [ 16 ] |
| Saut en longueur | 6,79 m        | Nafissatou Thiam                                                 | Championnats de France                | Liévin           | 1er mars 2020   | [ 17 ] |
| Triple saut      | 14,31 m       | Svetlana Bolshakova                                              | Flanders Indoor                       | Gand             | 13 février 2011 |        |
| Lancer du poids  | 17,87 m       | Jolien Boumkwo                                                   | Championnats de Belgique              | Gand             | 19 février 2023 | [ 18 ] |
| Pentathlon       | 5 055 points  | Nafissatou Thiam                                                 | Championnats d'Europe                 | Istanbul         | 3 mars 2023     | [ 19 ] |
| 4 × 200 m        | 1 min 36 s 97 | Imke Vervaet Laures Bauwens Cloe Van der Meulen Justine Goossens |                                       | Louvain-la-Neuve | 2 février 2020  | [ 20 ] |
| 4 × 400 m        | 3 min 28 s 05 | Naomi Van Den Broeck Helena Ponette Camille Laus Cynthia Bolingo | Championnats du monde                 | Glasgow          | 3 mars 2024     | [ 21 ] |